# Flèche de Liedekerke
Pour les articles homonymes, voir Liedekerke (homonymie).
La Flèche de Liedekerke (en néerlandais : Liedekerkse Pijl) est une course cycliste belge disputée à Liedekerke, dans la province du Brabant flamand. 

## Palmarès
| Année     | Vainqueur                | Deuxième                 | Troisième              |
| --------- | ------------------------ | ------------------------ | ---------------------- |
| 1971      | André Dierickx           | Etienne Buysse (nl)      | Giovanni Jiménez       |
| 1972      | Willy Planckaert         | Willy In 't Ven          | Paul Crapez            |
| 1973      | Willy Teirlinck          | Lucien De Brauwere       | Freddy Maertens        |
| 1974      | Ronny Van de Vijver      | Willy Van Malderghem     | Willy Van Neste        |
| 1975      | Walter Planckaert        | René Dillen              | Giovanni Jiménez       |
| 1976      | Freddy Maertens          | Willy Teirlinck          | Raphaël Constant       |
| 1977      | Fedor den Hertog         | Ludo Delcroix            | Eric Van De Wiele      |
| 1978      | Eric Van De Wiele        | Gustaaf Van Roosbroeck   | Walter Planckaert      |
| 1979      | Walter Dalgal            | Willy Albert             | Sean Kelly             |
| 1980      | Frank Hoste              | Roger De Vlaeminck       | Patrick Verstraete     |
| 1981      | Walter Planckaert        | Willy Teirlinck          | Guido Van Sweevelt     |
| 1982      | William Tackaert         | Willy Teirlinck          | Stan Tourné            |
| 1983      | Willy Teirlinck          | Ludo Peeters             | Jan Wijnants           |
| 1984      | Charly Mottet            | Jean-Marie Wampers       | Jan Wijnants           |
| 1985      | Dirk Heirweg             | Roger De Cnijf           | Steven Rooks           |
| 1986      | Teun van Vliet           | Willem Van Eynde         | Ludo De Keulenaer      |
| 1987      | Jan Nevens               | Ludo Giesberts           | Jean-Luc Vandenbroucke |
| 1988      | Willem Wijnant           | Ludwig Willems           | Danny Janssens         |
| 1989      | Johan Lammerts           | Dirk De Wolf             | Danny Lippens          |
| 1990      | Dirk De Wolf             | Yves Godimus             | Ronny Van Holen        |
| 1991      | Marc Wauters             | Konstantin Khrabvzov     | Michel Legrand         |
| 1992      | Jan Mattheus             | Jean-Marie Wampers       | Peter Naessens (nl)    |
| 1993      | Johan Capiot             | Dirk De Wolf             | Greg Moens             |
| 1994      | pas de course            | pas de course            | pas de course          |
| 1995      | Chris Peers              | Carlo Bomans             | Wim Omloop             |
| 1996      | Kurt Van Lancker         | Frank Høj                | Andy De Smet           |
| 1997-1999 | ?                        | ?                        | ?                      |
| 2000      | Ronny Van Asten          | Marc Patry               | Rudi Vingerhoets       |
| 2001      | Kevin Van Impe           | Benny De Schrooder       | Joseph Boulton         |
| 2002      | Koen Heremans            | Joost Vanmeerhaeghe      | Ken Hashikawa          |
| 2003      | Geert Van Crombruggen    | Sven Renders             | Gert Claes             |
| 2004      | Jurgen Vermeersch (nl)   | Thierry De Bilde         | Stijn Ennekens         |
| 2005      | Daniel Verelst           | Jarno Van Mingeroet (de) | Paídi O'Brien          |
| 2008      | Steven De Neef           | Davy Commeyne            | Daniel Verelst         |
| 2009      | Roderick Muscat          | Jurgen Guns              | Lode Van Impe          |
| 2010      | Jérôme Giaux             | Thomas Ongena            | Jurgen Guns            |
| 2012      | Louis Verhelst           | Jarno Van Guyse          | Frederik Backaert      |
| 2013      | Frederik Frison          | Dries Van Gestel         | Tiesj Benoot           |
| 2014      | Dries De Bondt           | George Tansley           | Dieter Bouvry          |
| 2015,     | Alexander De Keersmaeker | Niels De Rooze           | Kenny Willems          |
| 2016      | Christophe Noppe         | Gordon De Winter         | Simon Van Roy          |
| 2017,     | Max Emil Kørner          | Kenny Molly              | Ylber Sefa             |